# Ken Knighton
Ken Knighton (sinh ngày 20 tháng 2 năm 1944) là một cựu cầu thủ bóng đá và huấn luyện viên bóng đá người Anh. Ông được biết đến nhiều nhất khi làm huấn luyện viên cho Sunderland trong thời gian câu lạc bộ được thăng hạng First Division.